# خزان أرضي

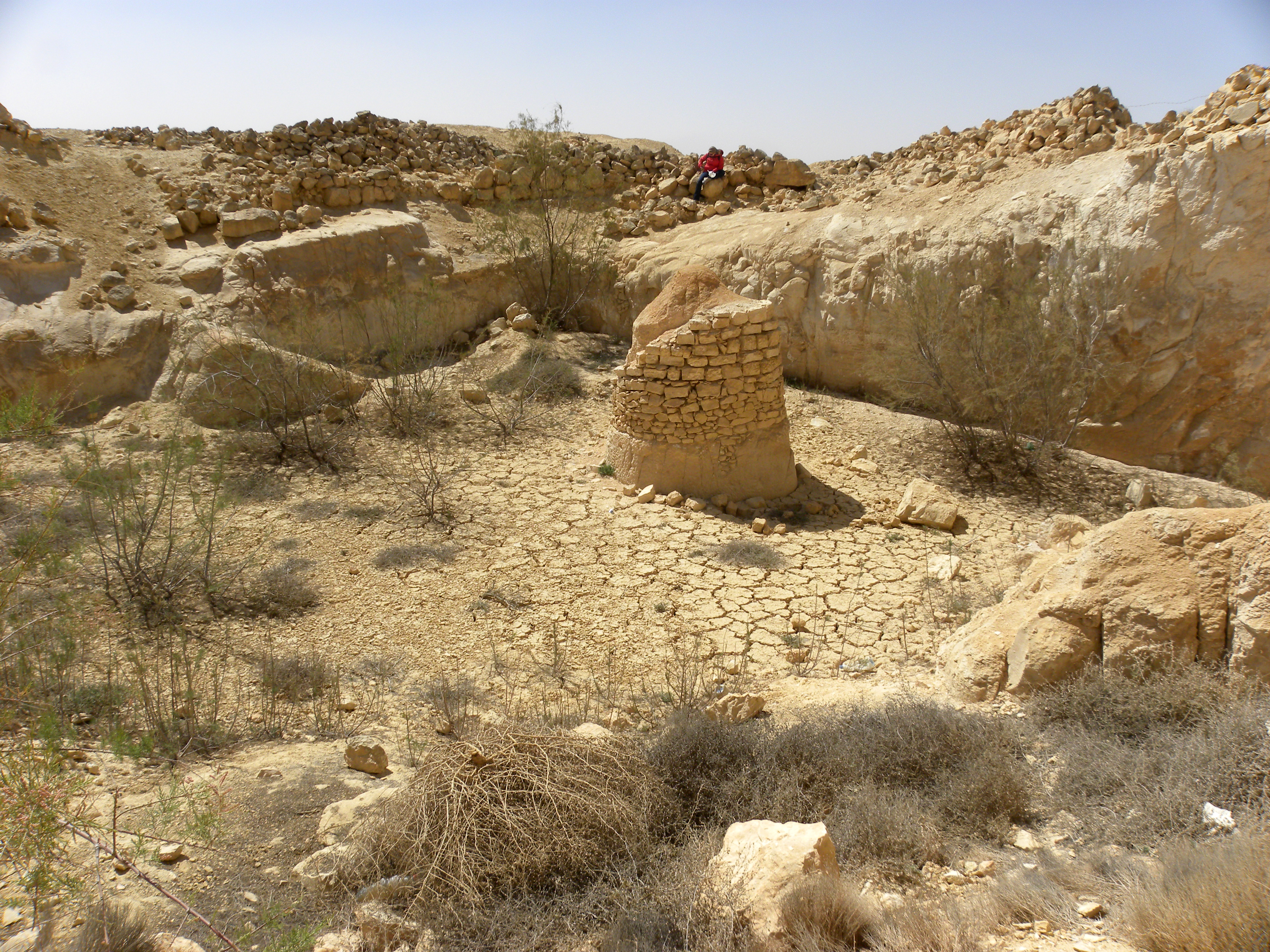
آثار خزان مائي نبطي شمال وادي الرمان في صحراء النقب.

الخزان الأرضي أو الصهريج الأرضي[بحاجة لمصدر] (بالإنجليزية: Cistern ؛ باللاتينية: Cisterna ؛ باليونانية: κίστη)  هو وعاء أرضي معزول لحفظ السوائل وخاصة المياه، غالبا ما يتم إنشاؤه لحفظ مياه الأمطار. تتميز هذه الخزانات عن الآبار ببطاناتها العازلة للماء. تختلف سعة الصهاريج الأرضية الحديثة من بضع لترات إلى الآف الأمتار المكعبة، حيث تشكل بنحو فعال الخزانات المائية.

## تاريخ
تُعتبر خزانات المياه الأرضية الجيرية المعزولة من مظاهر العصر الحجري الحديث في بلاد الشام، كما هو موجود في رماد ولبوة. كما اُعتبرت الصهاريج هي العناصر الأساسية لتقنيات إدارة المياه الناشئة في مجتمعات زراعة الأراضي الجافة بحلول الألف الرابع قبل الميلاد كما في جاوة في شمال شرق لبنان.

## معرض صور

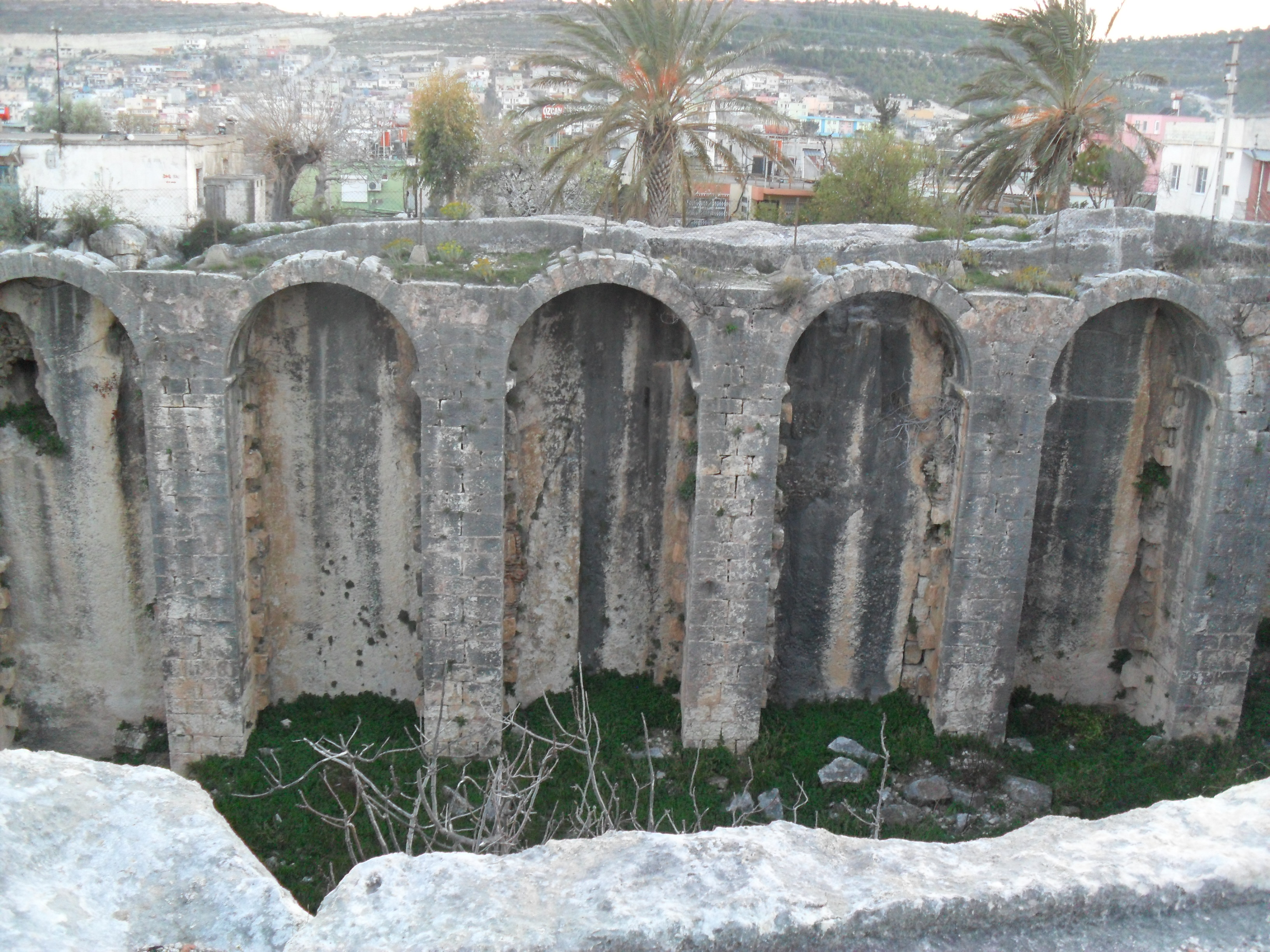
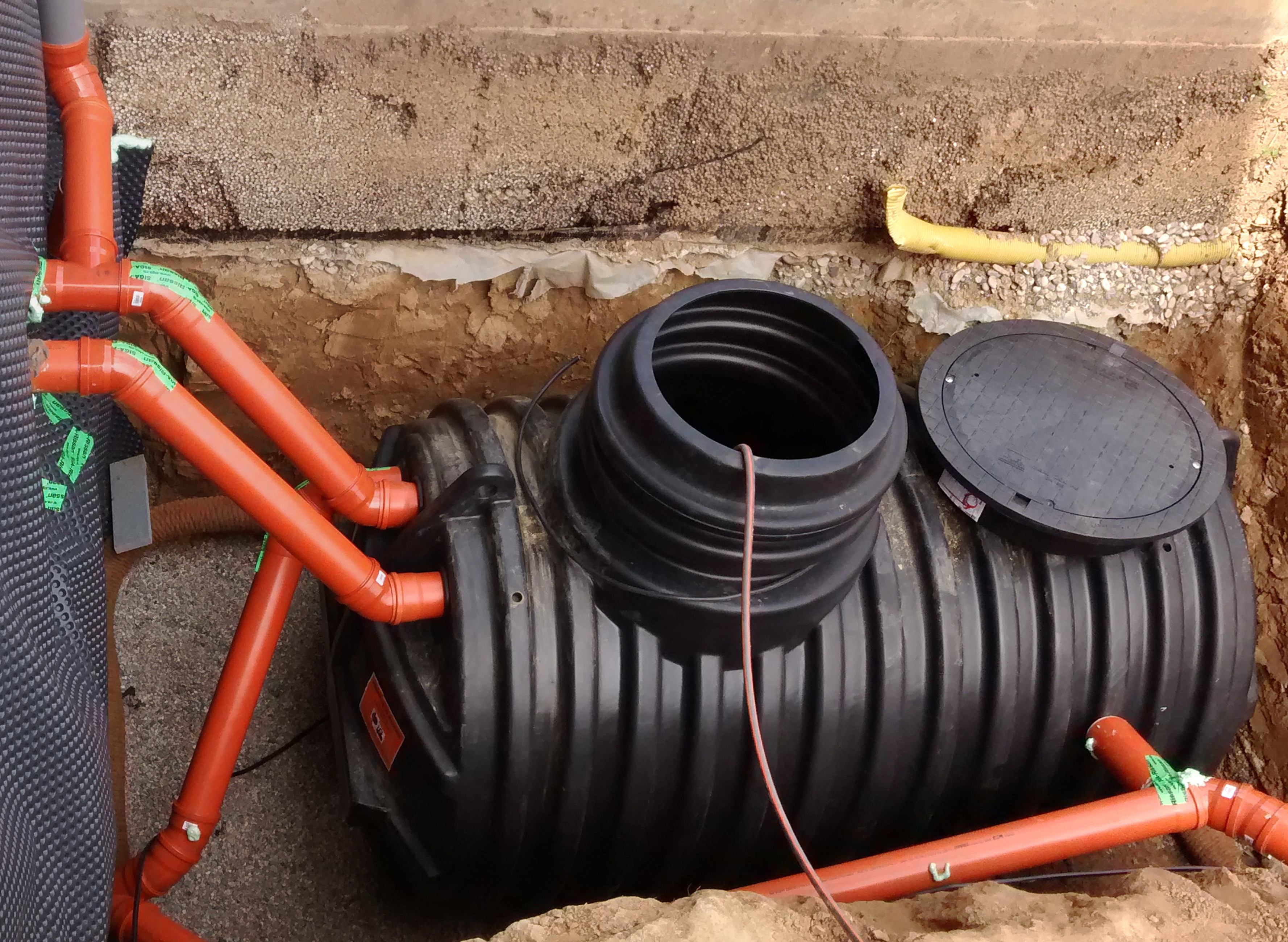
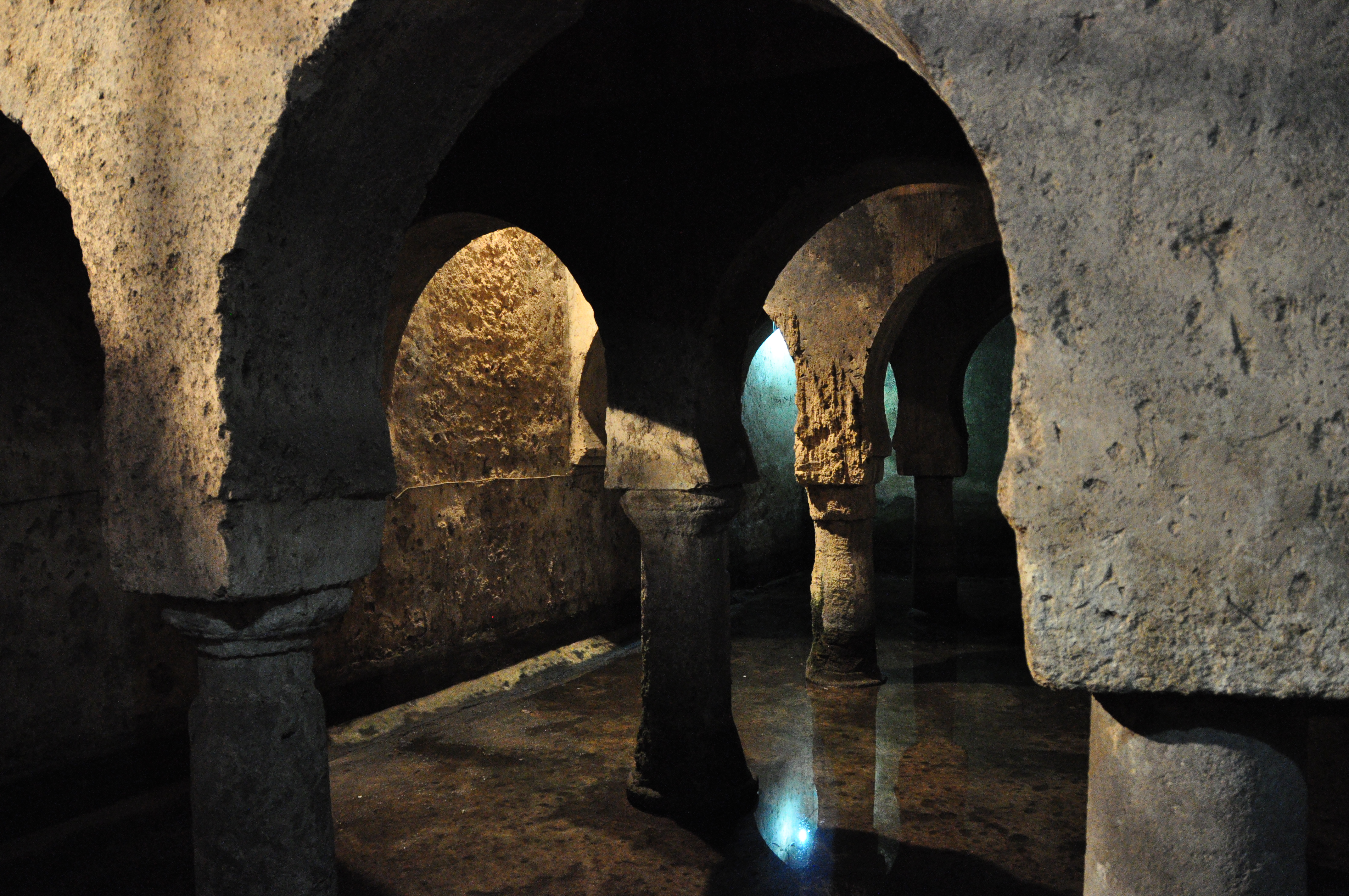

## وصلات خارجية
- خزان العزبة, تعليمات حول بناء الصهاريج الأرضية
- الفروق بين براميل الأمطار ونظام جمع المياه
- لا راكولتا ديلا أكوا ماتيرا - نموذج متكامل عن نظام جمع المياه